# Будюкин, Виталий Александрович
Виталий Александрович Будюкин (род. 4 марта 1964) — советский дзюдоист, чемпион и призёр чемпионатов СССР, призёр чемпионатов России и Европы, победитель чемпионатов дружественных армий, чемпион мира среди военных, мастер спорта СССР международного класса. Выступал в полусредней (до 78 кг), средней (до 86 кг) и полутяжёлой (до 95 кг) весовых категориях.

## Спортивные достижения
- Чемпионат СССР по дзюдо 1986 года — ;
- Чемпионат СССР по дзюдо 1987 года — ;
- Чемпионат СССР по дзюдо 1988 года — ;
- Чемпионат СССР по дзюдо 1989 года — ;
- Чемпионат СССР по дзюдо 1990 года — ;
- Чемпионат СССР по дзюдо 1991 года — ;
- Чемпионат СНГ по дзюдо — ;
- Чемпионат России по дзюдо 1992 года — ;